# Ochrana oprávněného dědice
Ochrana oprávněného dědice je institut dědického práva, díky kterému je možné zjednat nápravu po projednání dědictví v případě, že dědictví nabyl nebo bylo přiznáno soudem jiné osobě, než je oprávněný dědic zůstavitele. Oprávněný dědic má tedy nárok na vydání celého dědictví od nepravého dědice.
Ochrana oprávněného dědice byla specifikována v šesté hlavě starého občanského zákoníku (zákon č. 40/1964 Sb.), který byl platný do 31. prosince 2013. Nový občanský zákoník (zákon č. 89/2012 Sb.), který vstoupil v účinnost 1. ledna 2014, žádná zvláštní ustanovení o ochraně oprávněného dědice neobsahuje. I přesto má oprávněný dědic nárok domáhat se vydání majetku z pozůstalosti na základě určení, že právě jemu náleží vlastnické právo dle obecných zákonných ustanovení. Promlčecí lhůta na vydání dědictví je stanovena na dobu tří let, počínaje dnem právní moci rozhodnutí, které ukončilo dědické řízení.
Dědictví oprávněnému dědici může být vydáno dobrovolně či nedobrovolně:
- Dobrovolné vydání dědictví se váže na dohodu mezi oprávněným a neoprávněným dědicem, která nemusí mít písemnou formu. Písemná forma dohody je nezbytná pouze pro nemovité věci.
- Nedojde-li k dohodě mezi oprávněným a neoprávněným dědicem, oprávněný dědic má právo se dědictví domáhat žalobou na jeho vydání. Nepravý dědic má ovšem právo požadovat od dědice oprávněného náhradu za náklady, které musel na majetek z dědictví vynaložit.